# Henry's Dream
Henry's Dream è il settimo album di Nick Cave and the Bad Seeds, pubblicato il 12 maggio 1992. Ci sono possibili riferimenti alla serie di poemi di John Berryman intitolati The Dream Songs, in cui vengono descritti i sogni del protagonista Henry.
Questo disco è uno dei preferiti dai fan dei Bad Seeds, sebbene Nick Cave non fu mai soddisfatto dalla produzione di David Briggs. Briggs preferì un metodo da "live-in-the-studio" che usò anche con Neil Young. Questa situazione portò Cave e Harvey a ri-mixare il disco per, come disse Cave, rendere giustizia alle canzoni.
Fu il primo disco con la partecipazione di Martin P Casey (basso) e Conway Savage (pianoforte, organo), entrambi australiani.

## Tracce
1. Papa Won't Leave You, Henry – 5:43
2. I Had a Dream, Joe – 3:42
3. Straight to You – 4:35
4. Brother, My Cup Is Empty – 3:02
5. Christina the Astonishing – 4:50
6. When I First Came to Town – 5:21
7. John Finn's Wife – 5:13
8. The Loom of the Land – 5:07
9. Jack the Ripper – 3:45

## Formazione
- Nick Cave – voce, armonica a bocca, tastiera
- Mick Harvey – chitarra, tastiera, vibrafono, batteria
- Blixa Bargeld – chitarra
- Conway Savage – pianoforte, organo
- Martin P. Casey – basso
- Thomas Wydler – batteria, percussioni